# Monte Penna, Bosco della Fonte e Monte Civitella
Monte Penna, Bosco della Fonte e Monte Civitella este o arie protejată (arie specială de conservare — SAC, sit de importanță comunitară — SCI) din Italia întinsă pe o suprafață de 1.488 ha, integral pe uscat.

## Localizare
Centrul sitului Monte Penna, Bosco della Fonte e Monte Civitella este situat la coordonatele 42°45′27″N 11°39′30″E / 42.7575°N 11.658333°E.

## Înființare
Situl Monte Penna, Bosco della Fonte e Monte Civitella a fost declarat sit de importanță comunitară în iunie 1995 pentru a proteja 1 specie de plante și 23 de specii de animale. Situl a fost protejat și ca arie specială de conservare în mai 2016.

## Biodiversitate
Situată în ecoregiunea mediteraneană, aria protejată conține 10 habitate naturale: Păduri pe pante, grohotișuri și ravene de Tilio-Acerion, Pante stâncoase calcaroase cu vegetație casmofită, Pajiști uscate seminaturale și facies de acoperire cu tufișuri pe substraturi calcaroase (Festuco-Brometalia) (* situri importante pentru orhidee), Pajiști carstice calcaroase sau bazofile, de Alysso-Sedion albi, Peșteri inaccesibile publicului, Fânețe de joasă altitudine (Alopecurus pratensis, Sanguisorba officinalis), Lacuri eutrofice naturale cu vegetație de tip Magnopotamion sau Hydrocharition, Păduri de Castanea sativa, Păduri ilirice de stejar și carpen (Erythronio-Carpinion), Păduri de fag din Apenini cu Taxus și Ilex.
La baza desemnării sitului se află mai multe specii protejate:
- plante (1): Himantoglossum adriaticum
- păsări (13): uliu porumbar (Accipiter gentilis), fâsă-de-câmp (Anthus campestris), caprimulg (Caprimulgus europaeus), șerpar (Circaetus gallicus), erete vânăt (Circus cyaneus), erete cenușiu (Circus pygargus), presură de grădină (Emberiza hortulana), Falco biarmicus, șoim călător (Falco peregrinus), sfrâncioc roșiatic (Lanius collurio), ciocârlie de pădure (Lullula arborea), gaia roșie (Milvus milvus), viespar (Pernis apivorus)
- amfibieni (2): Salamandrina terdigitata, Triturus carnifex
- mamifere (8): lupul (Canis lupus), liliac cu aripi lungi (Miniopterus schreibersii), liliac cu urechi de șoarece (Myotis blythii), liliac cărămiziu (Myotis emarginatus), liliac comun (Myotis myotis), liliacul mediteranean cu potcoavă (Rhinolophus euryale), liliacul mare cu potcoavă (Rhinolophus ferrumequinum), liliacul mic cu potcoavă (Rhinolophus hipposideros)

Pe lângă speciile protejate, pe teritoriul sitului au mai fost identificate 10 specii de plante, 3 specii de păsări, 1 specie de amfibieni, 5 specii de mamifere, 3 specii de nevertebrate, 1 specie de reptile.